# ガリステオ
ガリステオ（Galisteo）は、アメリカ合衆国ニューメキシコ州サンタフェ郡にある国勢調査指定地域 (CDP)である。ニューメキシコ州サンタフェ大都市圏の一部で、2000年の国勢調査で人口は265人である。

## 地理
ガリステオは北緯35度23分43秒 西経105度56分52秒 / 北緯35.39528度 西経105.94778度に位置している。アメリカ合衆国国勢調査によると、CDPの総面積は6.8 km² (2.6 mi²)ですべて陸地である。

## 人口動勢
以下は2000年の国勢調査における人口統計データである。
基礎データ
- 人口: 265人
- 世帯数: 119世帯
- 家族数: 71家族
- 人口密度: 39.2/km² (101.4/mi²)
- 住居数: 136軒
- 住居密度: 20.1/km² (52.0/mi²）

人種別人口構成
- 白人: 80.38%
- ネイティブ・アメリカン: 0.38%
- その他の人種: 18.87%
- 混血: 0.38%
- ヒスパニック・ラテン系: 35.47%

世帯と家族（対世帯数）
- 18歳未満の子供がいる: 19.3%
- 結婚・同居している夫婦: 49.6%
- 未婚・離婚・死別女性が世帯主: 6.7%
- 非家族世帯: 40.3%
- 単身世帯: 29.4%
- 65歳以上の老人1人暮らし: 3.4%
- 平均構成人数
  - 世帯: 2.23人
  - 家族: 2.79人

年齢別人口構成
- 18歳未満: 18.5%
- 18-24歳: 4.2%
- 25-44歳: 24.5%
- 45-64歳: 39.6%
- 65歳以上: 13.2%
- 年齢の中央値: 47歳
- 性比（女性100人あたりの男性の人口）
  - 総人口: 92.0人
  - 18歳以上: 84.6人

収入と家計
- 収入の中央値
  - 世帯: 45,324米ドル
  - 家族: 45,735米ドル
  - 性別
    - 男性: 18,625米ドル
    - 女性: 31,875米ドル
- 人口1人あたり収入: 27,719米ドル
- 貧困線以下
  - 対家族数: 0%
  - 対人口: 3.6%